# Stefano Gross
Stefano Gross nació el 4 de septiembre de 1986 en Bolzano (Italia), es un esquiador que tiene 1 victoria en la Copa del Mundo de Esquí Alpino (con un total de 11 podiums).

## Resultados

### Juegos Olímpicos de Invierno
- 2014 en Sochi, Rusia
  - Eslalon: 4.º

### Campeonatos Mundiales
- 2011 en Garmisch-Partenkirchen, Alemania
  - Eslalon: 22.º
- 2013 en Schladming, Austria
  - Eslalon: 11.º
- 2017 en St. Moritz, Suiza
  - Eslalon: 9.º

### Copa del Mundo

#### Clasificación general Copa del Mundo
- 2008-2009: 142.º
- 2009-2010: 129.º
- 2010-2011: 104.º
- 2011-2012: 25.º
- 2012-2013: 36.º
- 2013-2014: 45.º
- 2014-2015: 16.º
- 2015-2016: 28.º

#### Clasificación por disciplinas (Top-10)
- 2011-2012:
  - Eslalon: 5.º
- 2014-2015:
  - Eslalon: 6.º
- 2015-2016:
  - Eslalon: 6.º

#### Victorias en la Copa del Mundo (1)

##### Eslalon (1)
| Fecha               | Lugar     |
| ------------------- | --------- |
| 11 de enero de 2015 | Adelboden |